# 지방도 제513호선
지방도 제513호선은 충청북도 진천군 초평면 중석리 석탄삼거리와 음성군 금왕읍 호산리 호산사거리를 잇는 충청북도의 지방도이다.
본래 종점은 음성군 금왕읍 오선리 오선사거리였으나 2017년 7월 7일 기존 진천군 덕산면 용몽리 용몽사거리 ~ 음성군 금왕읍 오선리 오선사거리 10.4km 구간을 폐지하고 기존 지방도 제333호선 구간이었던 음성군 대소면 태생리 ~ 금왕읍 호산리 구간을 편입했다.

## 연혁
- 2003년 2월 14일 : 노선 폐지 및 재지정으로 종점이 '음성군 금왕읍 도청리'에서 '음성군 금왕읍 오선리'로 변경[1]
- 2008년 12월 26일 : 지방도 도로구역 지정[2]
- 2010년 1월 29일 : 중부신도시 진입도로 확포장공사로 인해 진천군 초평면 오갑리 ~ 덕산면 구산리 3.94km 구간을 초평면 중석리 ~ 덕산면 구산리 3.94km 구간으로 도로구역 변경[3]
- 2012년 12월 29일 : 진천군 초평면 중석리 ~ 구산리 3.9km 구간 개통[4]
- 2013년 3월 15일 : 한천 ~ 옥동간 도로 확포장공사로 인해 진천군 덕산면 용몽리 ~ 옥동리 1.2km 구간 도로구역 변경[5]
- 2017년 7월 7일 : 기존 진천군 덕산면 용몽리 용몽사거리 ~ 음성군 금왕읍 오선리 오선사거리 10.4km 구간을 폐지하고 기존 지방도 제333호선 구간이었던 음성군 대소면 태생리 ~ 금왕읍 호산리 구간을 편입해 종점을 '음성군 금왕읍 오선리'에서 '음성군 금왕읍 호선리'로 변경[6]
- 2023년 9월 22일 : 대소 ~ 삼성간 도로(음성군 삼성면 천평리 ~ 양덕리) 3.05km 구간 확장 개통, 기존 음성군 삼성면 덕정리 ~ 선정리 2.4km 구간 폐지[7]

## 주요 경유지
- 진천군
  - 초평면 석탄삼거리 - 중석사거리 - 미호1교 - 영주원사거리 - 영신사거리 - 마두사거리
  - 덕산읍 구산1사거리 - 옥동초등학교 - 옥동 교차로 - 덕산119안전센터 - 한천초등학교 - 용몽리 - 용몽사거리 - 한천교 - (덕산주유소) - 덕산농공단지 - 한천리 - 신척리

- 음성군
  - 대소면 수태리 - 삼정리 - 태생리 - (대소농협주유소) - 오산교 - 오산리 - 대소119안전센터 - 오산사거리 - 태생리
  - 삼성면 천평리 - 선정리 - 덕정리 - 삼성사거리 - 김정사거리 - 김정삼거리 - 형제고개
  - 금왕읍 형제고개 - 사창리 - 내곡리 - 내곡삼거리 - 구계리 - 능산1교
  - 삼성면 능산1교 - 능산삼거리 - 능산리 - 능산초등학교 - 능산2교
  - 금왕읍 능산2교 - 호산사거리

### 폐지 구간
아래 구간은 2017년 7월 7일부터 폐지되었다.
- 진천군
  - 덕산면 용몽사거리 - 신척교 - 신척리

- 음성군
  - 대소면 수태리 - 수태1교 - 수태2교 - 부윤리
  - 맹동면 봉현리 - 봉현사거리
  - 금왕읍 유포리 - 유포삼거리 - 오선리 - 오선사거리 - 도청리

## 중복 구간
- 음성군 대소면 삼정리 ~ (대소농협주유소) : 지방도 제533호선과 중복
- 음성군 삼성면 삼성사거리 ~ 금왕읍 내곡삼거리 : 지방도 제329호선과 중복

## 도로명
- 진천군 초평면 석탄삼거리 ~ 덕산읍 구산1사거리 : 교연로
- 진천군 덕산읍 구산1사거리 ~ 용몽사거리 : 초금로
- 진천군 덕산읍 용몽사거리 ~ (덕산주유소) : 덕금로
- 진천군 덕산읍 (덕산주유소) ~ 음성군 대소면 삼정리 : 한삼로
- 음성군 대소면 삼정리 ~ (대소농협주유소) : 대동로
- 음성군 대소면 (대소농협주유소) ~ 오산리 : 오태로
- 음성군 대소면 오산리 ~ 오산사거리 : 오산로
- 음성군 대소면 오산사거리 ~ 삼성면 삼성사거리 : 대성로
- 음성군 삼성면 삼성사거리 ~ 금왕읍 내곡삼거리 : 금일로
- 음성군 금왕읍 내곡삼거리 ~ 호산리 : 금율로